# پرچم آنتیگوا و باربودا

پرچم ملی آنتیگوا و باربودا

پرچم گارد ساحلی آنتیگوا و باربودا

پرچم آنتیگوا و باربودا در ۲۷ فوریهٔ ۱۹۶۷ پذیرفته شد. این پرچم که دارای تناسب ۲:۳ می‌باشد توسط رجینالد ساموئل (بعدتر سر رجینالد ساموئل)، نقاش، مجسمه‌ساز و معلم هنر آنتیگوایی طراحی شده‌است. ساموئل در ۱۹۶۶ و در آخرین دقیقه در مسابقهٔ طراحی پرچم ملی شرکت جست که در پایان نیز کار او به عنوان بهترین طرح برگزیده و جایزه‌ای ۵۰۰ دلاری به ساموئل پرداخت شد. طرح او پرچمی بود با زمینهٔ قرمز، مثلثی وارونه در میان که قاعدهٔ آن در حاشیهٔ بالایی پرچم قرار گرفته بود و خود شامل ۳ نوار افقی سیاه در بالا، آبی کمرنگ در میان و سفید در پایین می‌شد که خورشید زردرنگی در بالای نوار آبی و در نوار سیاهرنگ در حال طلوع بود.

## نمادشناسی
خورشید هفت‌پر نماد طلوع عصری تازه برای آنتیگوا و باربوداست. رنگ سرخ، نشانهٔ خون نیاکانی است که به بردگی گرفته شده بودند و همچنین نمادی است برای پویایی مردم. سیاه نشانگر میراث آفریقایی اکثریت جمعیت کشور و همچنین خاک آن سرزمین و آبی نماد امید است. همچنین رنگ‌های زرد (یا طلایی)، آبی و سفید نماد جذابیت‌های گردشگری آنتیگوا و باربودا شامل آفتاب، دریا و ماسه است. مثلث وارونهٔ درون پرچم نیز در اصل حرف V را شکل می‌دهد که به معنای Victory یا پیروزی است.

## نگارخانه